# Papy Djilobodji
El Hadji Papy Mison Djilobodji (* 1. Dezember 1988 in Kaolack) ist ein senegalesischer Fußballspieler. Der Innenverteidiger steht beim Gaziantep FK unter Vertrag und absolvierte 17 Länderspiele für die senegalesische Nationalmannschaft.

## Karriere

### Verein

#### Anfänge in Frankreich (bis 2015)
Djilobodji wechselte im Jahr 2009 vom senegalesischen Erstligisten ASC Saloum in seiner Geburtsstadt Kaolack zu US Sénart-Moissy nach Frankreich. Dort kam er in einem halben Jahr auf sieben Einsätze in der viertklassigen CFA, in denen er ein Tor erzielte. In der Winterpause der Spielzeit 2009/10 ging er zum FC Nantes in die Ligue 2. Dort debütierte er am 29. Januar 2010 bei der 0:1-Auswärtsniederlage gegen den FC Istres. Seinen ersten Treffer erzielte Djilobodji am 27. August 2010 beim 2:0-Sieg im Heimspiel gegen den OC Vannes. In der Saison 2012/13 absolvierte er 36 Spiele und stieg am Saisonende mit der Mannschaft als Tabellendritter in die Ligue 1 auf. Dort kam er in den folgenden zwei Spielzeiten auf 59 Einsätze und drei Tore.

#### FC Chelsea (2015 bis 2016)
Zur Saison 2015/16 wechselte Djilobodji zum FC Chelsea in die englische Premier League. Er unterschrieb einen Vertrag mit einer Laufzeit bis zum 30. Juni 2019. Seinen einzigen Pflichtspieleinsatz absolvierte er am 23. September 2015 beim 4:1-Auswärtssieg im League Cup gegen den FC Walsall, nachdem er in der Nachspielzeit für Falcao eingewechselt worden war. Ansonsten konnte sich Djilobodji unter José Mourinho und ab Dezember 2015 unter Guus Hiddink nicht durchsetzen.

#### Leihe zu Werder Bremen (2016)
Mitte Januar 2016 wechselte Djilobodji bis zum Ende der Saison 2015/16 auf Leihbasis in die Bundesliga zu Werder Bremen. Dort wurde er wieder zum Stammspieler in der Innenverteidigung. Am 13. Februar 2016 erzielte er beim 1:1 im Heimspiel gegen die TSG 1899 Hoffenheim sein erstes Bundesligator. Beim 1:1 gegen den 1. FSV Mainz 05 am 27. Spieltag zeigte Djilobodji nach einem Zweikampf mit dem Mainzer Pablo de Blasis in dessen Richtung eine „Kopf-ab-Geste“ und wurde dafür vom DFB-Sportgericht zu zwei Spielen Sperre und einer Geldstrafe in Höhe von 15.000 Euro verurteilt. Am 34. Spieltag der Saison erzielte er in der 88. Spielminute den 1:0-Siegtreffer gegen Eintracht Frankfurt, der Werder Bremen vor der Relegation bewahrte und den direkten Klassenerhalt bedeutete. Nach Ende der Saison kehrte er zum FC Chelsea zurück.

#### AFC Sunderland und Leihe nach Dijon (2017 bis 2018)
Zur Spielzeit 2016/17 wechselte Djilobodji zum AFC Sunderland, bei dem er einen Vierjahresvertrag unterschrieb. Ende August 2017 wurde er für eine Saison an den französischen Erstligisten FCO Dijon verliehen. Sunderland war derweil zwischenzeitlich in die dritte Liga abgestiegen und Djilobodji reichte im Juni 2018 ein Transfergesuch ein. Im Juli 2018 wurde er unbezahlt freigestellt, um sich einen neuen Verein suchen zu können. Nachdem er sich im August 2018 nicht zum Training eingefunden hatte und nach seiner Rückkehr im September „umfassend“ durch einen Fitnesstest gefallen war, wurde Djilobodji vom Verein wegen Vertragsbruchs gekündigt.

#### Nach Vereinslosigkeit über Guingamp nach Gaziantep (seit 2019)
Nach knapp einem halben Jahr Vereinslosigkeit schloss sich Djilobodji im Januar 2019 dem französischen Erstligisten EA Guingamp an. Im August 2019 wechselte er zum Gazişehir Gaziantep FK in die Süper Lig.

### Nationalmannschaft
Anfang 2009 nahm Djilobodji mit einer Auswahl von Spielern der senegalesischen Liga an der erstmals ausgetragenen Afrikanischen Nationenmeisterschaft teil und erreichte bei dem in der Elfenbeinküste ausgetragenen Turnier den vierten Platz.
Djilobodji debütierte am 14. August 2013 beim 1:1 im Rahmen eines Freundschaftsspiels gegen Sambia in der senegalesischen A-Nationalmannschaft. Sein 17. und bis dato letztes Länderspiel absolvierte er im März 2018.

## Erfolge
FC Nantes
- Aufstieg in die Ligue 1: 2013